# Full Swing: PGA-touren inifrån
Full Swing: PGA-touren inifrån (originaltitel: Full Swing) är en brittisk-amerikansk sport- och dokumentärserie vars första säsong hade premiär på strömningstjänsten Netflix den 15 februari 2023. En andra säsong hade premiär den 6 mars 2024. Båda säsongerna består av åtta avsnitt.

## Handling
Serien handlar om en grupp professionella golfare och följer dem både på och utanför banan.

## Medverkande (i urval)
- Jordan Spieth
- Justin Thomas
- Brooks Koepka
- Scottie Scheffler
- Ian Poulter
- Joel Dahmen
- Matt Fitzpatrick
- Dustin Johnson
- Tony Finau
- Collin Morikawa
- Sahith Theegala
- Rory McIlroy
- Cameron Young
- Rickie Fowler
- Mito Pereira